# Lista di applicazioni mobile di Wikipedia
Una serie di organizzazioni all'interno del movimento Wikimedia, inclusa Wikimedia Foundation, pubblicano applicazioni mobile ufficiali per consultare Wikipedia sui diversi sistemi operativi dei dispositivi mobili. Tutte le applicazioni sono disponibili gratuitamente tramite l'apposito store (ad esempio: Play Store, App Store e Microsoft Store). Le applicazioni possono essere anche scaricate da qualsiasi store di terze parti oppure direttamente dal sito web di Wikimedia Foundation.
Alcuni sviluppatori indipendenti nel corso degli anni pubblicarono svariate applicazioni non ufficiali per leggere gli articoli di Wikipedia. Alcune di esse, caricano l'articolo dal sito di Wikipedia e poi lo elaborano nella propria applicazione, altre invece sfruttano MediaWiki API. Altre applicazioni invece visualizzano l'articolo di Wikipedia omettendo alcuni elementi aggiuntivi come categorie o pagine di discussione.

## Applicazioni ufficiali

### Wikimedia Foundation
Le applicazioni sviluppate da WIkimedia Foundation sono chiamate «Wikipedia», tranne la versione iOS che è chiamata «Wikipedia Mobile»

#### Android
L'applicazione per Android consente di leggere e scrivere le voci al suo interno, e ha una capacità limitata per la visualizzazione delle categorie e delle pagine di discussione. È disponibile anche su F-Droid.

#### iOS
L'applicazione per iOS consente di leggere e scrivere le voci al suo interno, similmente alla versione web per dispositivi mobili, inoltre consente di condividere gli articoli su diversi servizi di rete sociale e trovare voci geotaggate vicino alla propria posizione. Non consente di visualizzare le categorie e le pagine di discussione, né di visualizzare la versione desktop.

#### Windows
L'applicazione per Universal Windows Platform consente di leggere le voci al suo interno, similmente alla versione web per dispositivi mobili. Quando utilizzata su Windows RT, consente anche di visualizzare le GIF.